# Charles Lyell
Ngài Charles Lyell, Tòng Nam tước thứ 1 (14 tháng 11 năm 1797 - 22 tháng 2 năm 1875) là một luật sư và nhà địa chất học nổi tiếng người Anh nhưng thực chất ông là người Scotland. Ông được biết đến bởi vì ông là người đã phát hiện ra rằng Trái Đất đã được hình thành như thế nào. Ông được biết đến nhiều nhất với tư cách là tác giả của Nguyên lý Địa chất, đã phổ biến các khái niệm về chủ nghĩa thống nhất của James Hutton - ý tưởng rằng Trái Đất được hình thành bởi các quá trình tương tự vẫn đang hoạt động hiện nay. Các nguyên tắc của Địa chất cũng đã thách thức các lý thuyết phổ biến bởi Georges Cuvier, những ý tưởng được chấp nhận và lưu hành nhất về địa chất ở Anh vào thời thế kỉ 19.
Những đóng góp khoa học của ông gồm có một lời giải thích về động đất, lý thuyết về việc "xây dựng lại" các núi lửa, và trong địa tầng phân chia Kỷ Đệ tứ thành 3 đại là Pliocene, Miocene và Eocene. Ông cũng đã đặt ra các tên hiện đang sử dụng cho thời kỳ địa chất, Đại Cổ sinh, Đại Trung sinh và Đại Tân sinh.
Lyell, theo các truyền thống thần thoại, đã ủng hộ một thời đại vô tận cho Trái Đất, bất chấp bằng chứng địa chất cho thấy một tuổi già nhưng có giới hạn. Ông là bạn thân của Charles Darwin, và đóng góp đáng kể vào suy nghĩ của Darwin về các quá trình liên quan đến tiến hóa mặc dù ông hơn Darwin 12 tuổi. Ông đã giúp sắp xếp việc xuất bản đồng thời vào năm 1858 các tài liệu của Darwin và Alfred Russel Wallace về chọn lọc tự nhiên, mặc dù ông có thái độ tôn giáo cá nhân về lý thuyết này. Sau đó ông đã xuất bản bằng chứng từ địa chất về thời gian con người đã tồn tại trên Trái Đất.

## Cuộc đời
Lyell sinh ra trong một gia đình giàu có, ngày 14 tháng 11 năm 1797, tại biệt thự của gia đình, Biệt thự Kinnordy, gần Kirriemuir ở Forfarshire. Ông là con cả của mười đứa con. Cha của Lyell, cũng có tên là Charles Lyell, là một dịch giả và học giả của Dante đáng chú ý. Ông cũng là một nhà thực vật học thành đạt, chính ông là người đầu tiên cho con trai tiếp xúc với nghiên cứu thiên nhiên. Ông nội của Lyell, cũng là Charles Lyell, đã tích lũy tài sản, cho phép ông mua biệt thự Kinnordy.
xxxxtrái|nhỏ|214x214px|Biệt thự Kinnordy, nơi Lyell sinh ra]]
Biệt thự nằm ở Strathmore, gần Ranh giới Hẻm Cao nguyên. Xung quanh nhà, trong đồi, là đất nông nghiệp tốt, nhưng trong một khoảng cách ngắn về phía tây bắc, ở phía bên kia của hẻm, là dãy núi Grampian ở Cao Nguyên. Nhà thứ hai của gia đình ông ở trong một khu vực địa chất và sinh thái hoàn toàn khác: ông đã trải qua phần lớn thời thơ ấu tại Bartley Lodge ở New Forest, Hampshire ở miền nam nước Anh.
Lyell vào Trường cao đẳng Exeter, Oxford, năm 1816, và tham dự các bài giảng của William Buckland. Anh ấy có bằng cử nhân cử nhân vào tháng 12 năm 1819, và đạt được bằng M.A (thạc sĩ kỹ thuật). 1821. Sau khi tốt nghiệp, ông bắt đầu làm nghề luật sư, vào Lữ quán Lincoln năm 1820. Ông đã hoàn thành một vòng qua vùng nông thôn Anh, nơi ông có thể quan sát các hiện tượng địa chất. Năm 1821 ông tham dự các bài giảng của Robert Jameson tại Edinburgh, và thăm Gideon Mantell ở Lewes, ở Sussex. Năm 1823 ông được bầu làm thư ký chung của Hiệp hội Địa chất. Khi thị lực của ông bắt đầu xấu đi, ông chuyển sang nghiên cứu địa chất như là một nghề nghiệp toàn thời gian. Bài báo đầu tiên của ông, "Trên một sự hình thành gần đây của đá vôi nước ngọt ở Forfarshire", được trình bày năm 1822. Đến năm 1827, ông đã từ bỏ luật và bắt tay vào một sự nghiệp địa chất có thể dẫn đến danh tiếng và sự chấp nhận chung của Học thuyết đồng nhất, một ý tưởng được đề xuất bởi James Hutton vài thập kỷ trước đó.

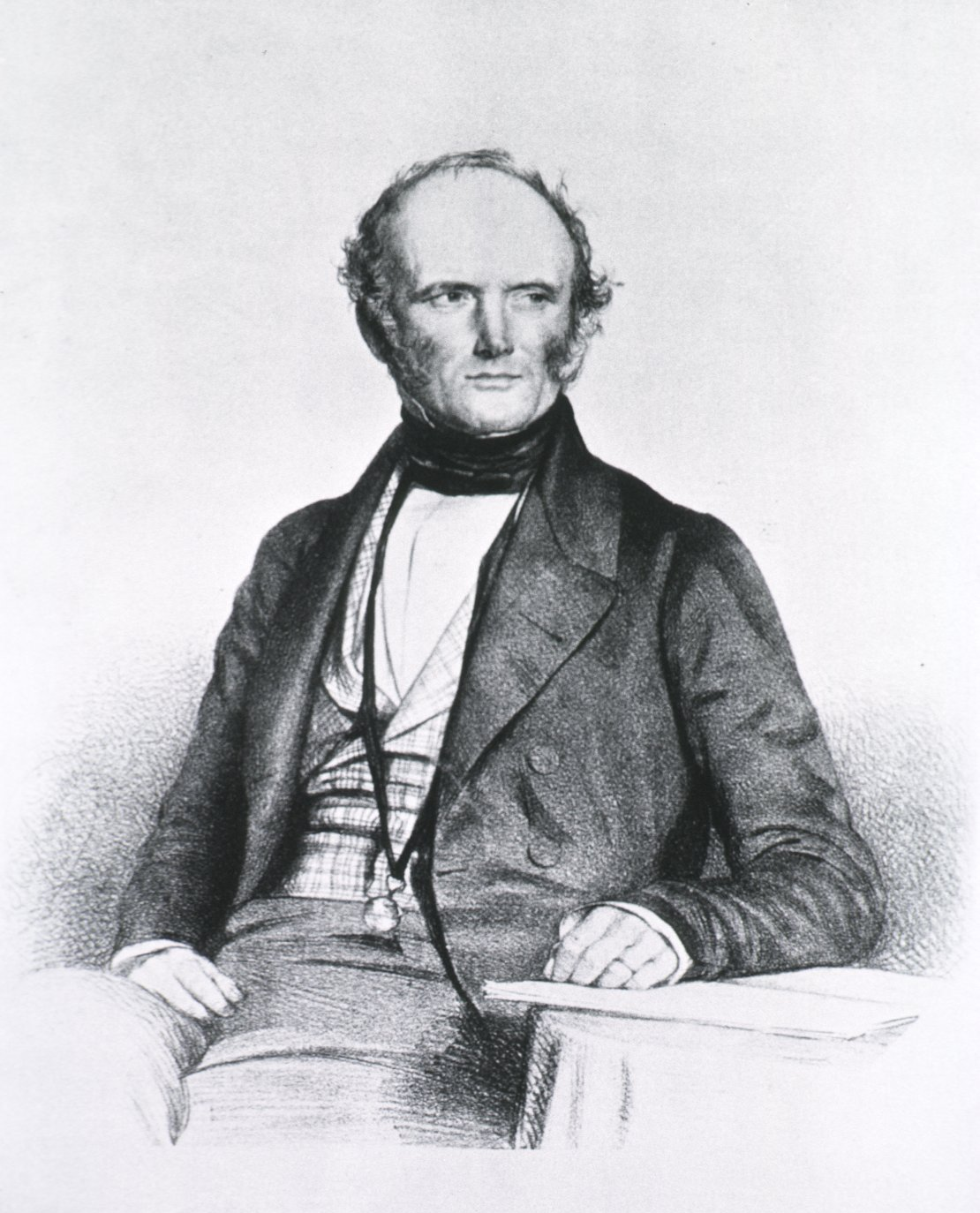
Tranh khắc đá Lyell, từ một họa sĩ khá nổi tiếng thời đó

Năm 1832, Lyell cưới Mary Horner ở Bonn, con gái của Leonard Horner (1785-1864), cũng liên kết với Hiệp hội Địa chất London. Đôi vợ chồng mới dành tuần trăng mật tại Thụy Sĩ và Ý trong một tour du lịch địa chất trong khu vực.
Trong những năm 1840, Lyell du lịch đến Hoa Kỳ và Canada, và viết hai cuốn sách du lịch địa chất phổ biến: Du lịch ở Bắc Mỹ (1845) và Chuyến thăm thứ hai tới Hoa Kỳ (1849). Sau vụ cháy lớn ở Chicago, Lyell là một trong những người đầu tiên quyên góp các cuốn sách để giúp tìm Thư viện Công cộng Chicago. Năm 1866, ông được bầu làm thành viên nước ngoài của Học viện Hoàng gia Thụy Điển.
Vợ Lyell mất vào năm 1873, và hai năm sau đó (vào năm 1875) Lyell mất khi ông đang sửa đổi lần tái bản thứ 12 của quyển "Các nguyên lý của địa chất học". Ông được chôn tại Tu viện Westminster. Lyell được phong tước hiệp sĩ vào năm 1848, và sau đó, vào năm 1864, đã được trao tước vị (Bt), một danh dự có thể được kế thừa. Ông được trao Huân chương Copley của Hội Hoàng gia năm 1858 và Huân chương Wollaston của Hiệp hội Địa chất năm 1866.
Núi Lyell, đỉnh cao nhất trong Vườn Quốc gia Yosemite, được đặt tên theo ông; miệng núi lửa Lyell trên mặt trăng và một miệng núi lửa trên sao Hoả được đặt tên để tôn vinh ông; Núi Lyell ở phía Tây Tasmania, Úc, nằm trong một khu vực khai thác giàu tài nguyên, mang tên Lyell; và Dãy Lyell ở tây bắc Tây Úc cũng được đặt theo tên của ông. Tại Tây Nam Nelson ở Nam đảo New Zealand, dãy Lyell, sông Lyell và thị trấn mỏ vàng Lyell (nay chỉ là một địa điểm cắm trại) được đặt tên theo Lyell. Con cá không-có-hàm Cephalaspis lyelli, lấy từ Vùng Cẩm thạch cổ màu đỏ ở miền nam Scotland, được đặt tên bởi Louis Agassiz để tôn vinh Lyell.

## Cống hiến cho Khoa học
Niềm ưa thích địa chất của Lyell trải dài từ núi lửa và vận động địa chất thông qua địa tầng học, cổ sinh vật học, và băng hà học đến các chủ đề bây giờ sẽ được phân loại là khảo cổ học và cổ nhân chủng học tiền sử. Tuy nhiên, ông được biết đến nhiều nhất vì vai trò của ông trong việc phổ biến học thuyết đồng nhất. Ngoài ra, ông đóng một vai trò quan trọng trong việc thúc đẩy nghiên cứu về hoàng thổ.

### Học thuyết Đồng nhất

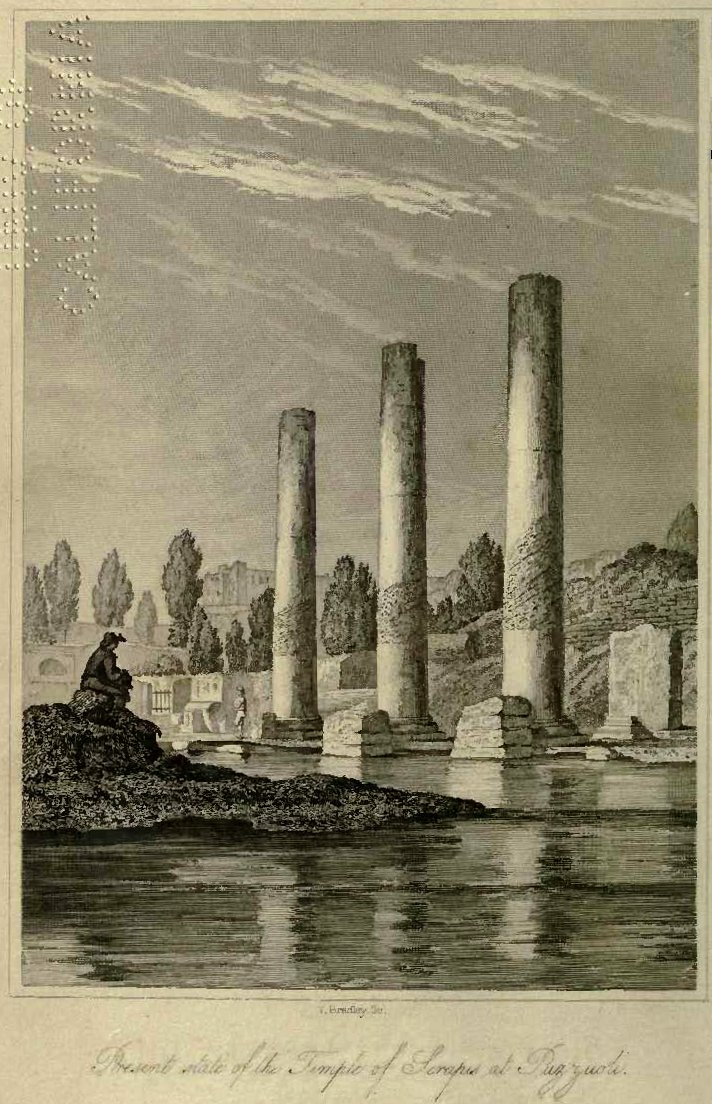
Bức ảnh mở đầu quyển "Các nguyên tắc địa chất", ta có thể thấy những cái cột đang bị con hà biển ăn, chứng tỏ, từng có thời gian những cái cột này sụt xuống dưới biển nhưng nay bị nâng lên bởi hoạt động địa chất

Từ năm 1830 đến năm 1833, "Các nguyên lý địa chất" - nhiều tập - được xuất bản. Phụ đề của tác phẩm là "Một cố gắng giải thích những thay đổi trước đây của bề mặt Trái Đất bằng cách tham chiếu đến nguyên nhân hành động", và điều này giải thích tác động của Lyell đối với khoa học. Ông đã rút ra những lời giải thích của mình từ các nghiên cứu thực địa được thực hiện trực tiếp trước khi ông xây dựng văn bản địa chất cơ sở. Ông đã cùng với John Playfair trước đây, người ủng hộ chính ý tưởng về Học thuyết đồng nhất của James Hutton, rằng Trái Đất đã được hình thành hoàn toàn bởi các lực lượng đang chạy chậm trong hoạt động ngày nay, diễn ra trong một khoảng thời gian rất dài. Điều này trái ngược với học thuyết thảm họa, một ý tưởng cho rằng những thay đổi địa chất là đột ngột và "thảm họa", đã được "phù hợp hóa" ở Anh để ủng hộ niềm tin vào Đại hồng thủy của Noah. Để mô tả tầm quan trọng của chủ nghĩa thống nhất đối với địa chất đương đại, Lyell đã viết về học thuyết Thảm họa:
Chưa bao giờ có một học thuyết được tính toán nhiều hơn để nuôi dưỡng sự lười biếng và để làm cùn lưỡi kiếm của sự tò mò, hơn là giả thuyết về sự khác biệt giữa nguyên nhân trước đây và nguyên nhân hiện tại của sự biến đổi... [Với học thuyết Thảm hoạ] chúng ta thấy tinh thần xưa cũ trở lại, và một mong muốn rõ ràng là muốn cắt, chứ không phải kiên nhẫn tháo gỡ, nút thắt Gordius. (nút thắt vô cùng phức tạp, lấy từ Thần thoại Hy Lạp).
Lyell tự thấy mình là "những người cứu tinh thần linh của địa chất, giải phóng khoa học khỏi sự phân phát cũ của Moses". "Nguyên tắc Địa chất" là công trình địa chất có ảnh hưởng nhất vào giữa thế kỷ 19, và đã làm rất nhiều điều để đưa địa chất vào một nền tảng hiện đại. Với những nỗ lực của mình, ông đã được phong tước vào năm 1848, sau đó làm một baronet (hạ nam tước) vào năm 1864.

### Khảo sát địa chất

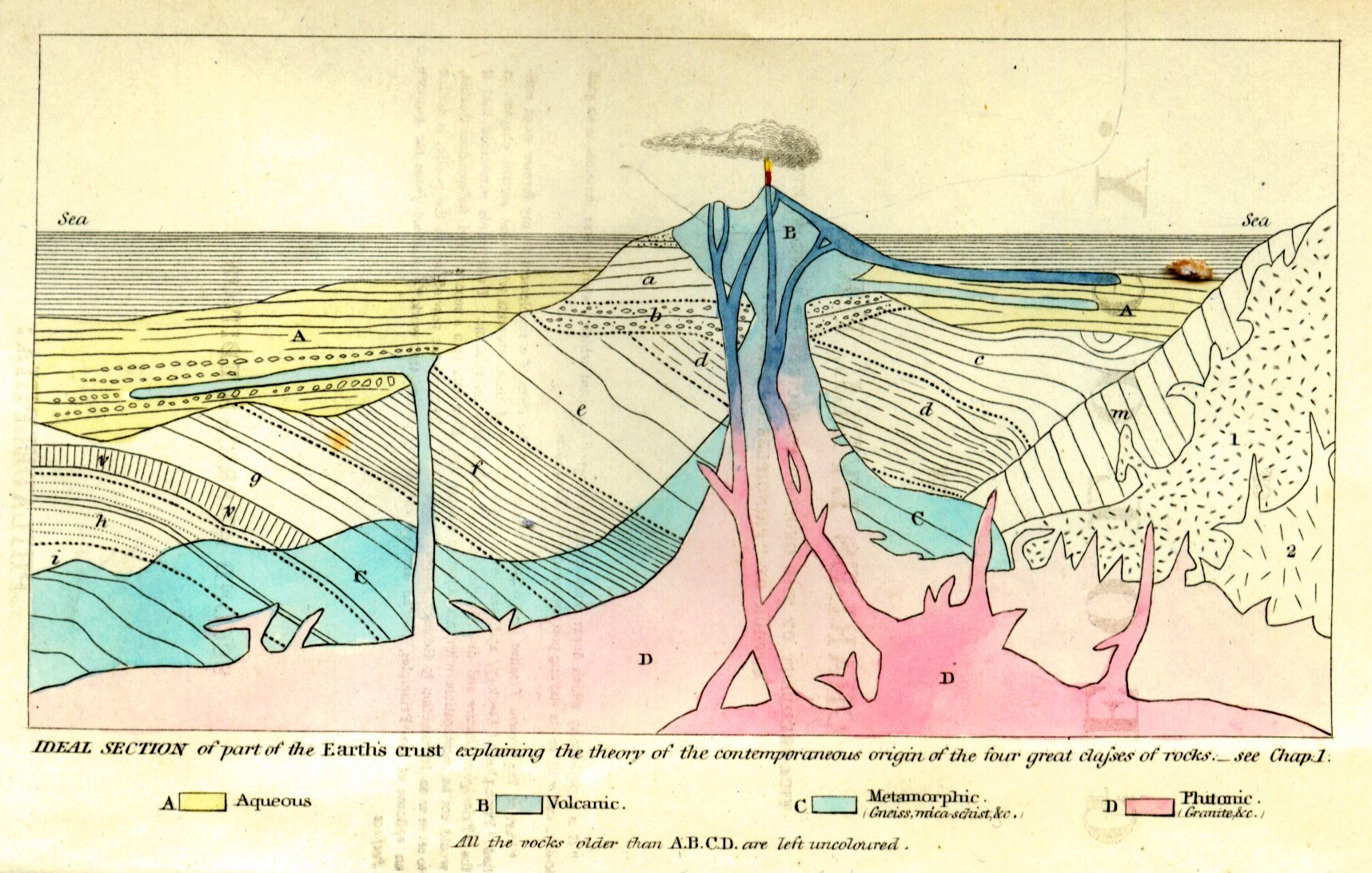
Một lát cắt lý tưởng Trái Đất, in trong "Các yếu tố địa chất"

Lyell đã ghi nhận những lợi ích kinh tế mà các khảo sát địa chất có thể cung cấp, ông trích dẫn niềm vui khi ở các nước giàu và các tỉnh giàu khoáng sản. Các cuộc khảo sát hiện đại, như Khảo sát Địa chất Anh (thành lập năm 1835), và Khảo sát Địa chất Hoa Kỳ (thành lập năm 1879), lập bản đồ và hiển thị các nguồn tài nguyên thiên nhiên trong nước. Vì vậy, trong các cuộc điều tra xác nhận, cũng như thúc đẩy nghiên cứu địa chất, Lyell đã giúp biến đổi ngành công nghiệp khai thác hiện đại, chẳng hạn như than đá và dầu.

### Núi lửa và vận động địa chất

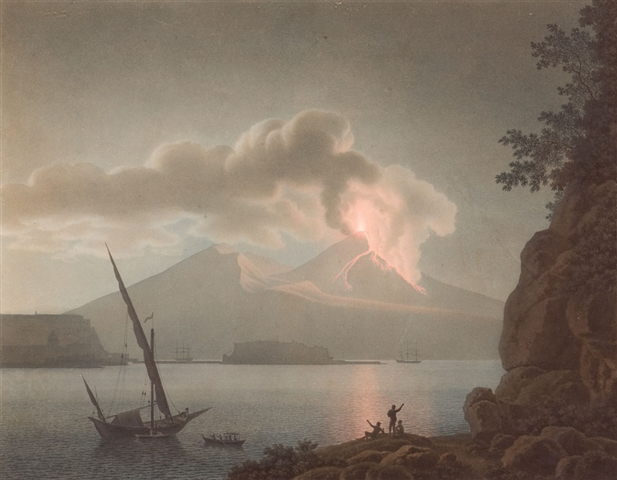
Tranh vẽ núi lửa Vesuvius, năm 1793

Lyell lập luận rằng những ngọn núi lửa như Vesuvius đã được bồi đắp từ từ.
Trước công trình của Lyell, các hiện tượng như động đất đã được hiểu rõ bởi sự tàn phá mà chúng mang lại. Một trong những đóng góp mà Lyell đưa ra về nguyên tắc là giải thích nguyên nhân của trận động đất. Mặt khác, Lyell tập trung vào các trận động đất gần đây (trong vòng 150 năm), chứng tỏ những bất thường trên bề mặt như đứt gãy, vết nứt, sự dịch chuyển địa tầng và sự sụt lún.
Tác phẩm của Lyell về núi lửa tập trung chủ yếu vào Vesuvius và Etna, cả hai ngọn ông đều đã học trước đây. Các kết luận của ông ủng hộ sự "phát triển" dần dần của các núi lửa, cái gọi là "back-up" (tạm dịch: nâng đỡ), trái ngược hoàn toàn với cuộc tranh luận về động lực mà các nhà địa chất học khác ủng hộ.

### Địa tầng học
Đóng góp quan trọng nhất của Lyell là trong lĩnh vực địa tầng học. Từ tháng 5 năm 1828, cho đến tháng 2 năm 1829, ông hộ tống Roderick Impey Murchison (1792-1871) đến miền Nam nước Pháp (huyện Auvergne volcano) và Italy. Trong những lĩnh vực này, ông kết luận rằng các lớp đá "mất mát" gần đây có thể được phân loại theo số lượng và tỷ lệ vỏ biển chứa trong nó. Sau đó tách các tầng vào các phần sau, đặt tên là Pliocene, Miocene, và Eocene.

### Băng hà học

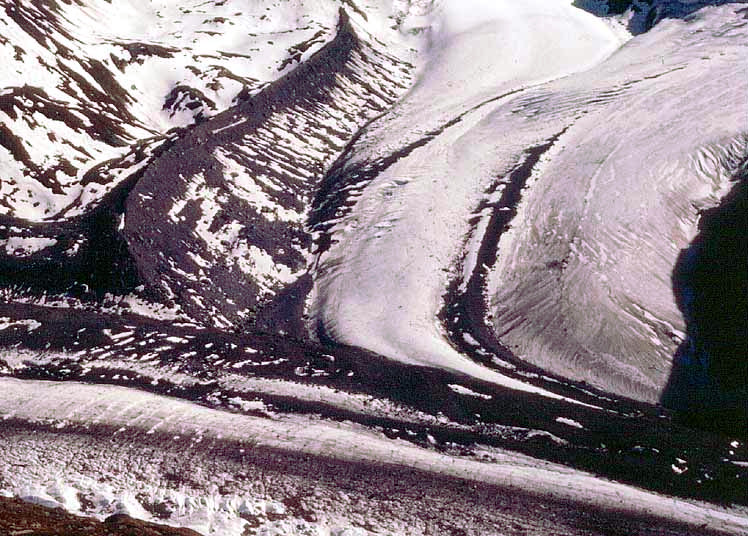
Một băng tích ở Thụy Sĩ

Trong "Nguyên lý Địa chất" (ấn bản đầu tiên, quyển 3, Ch.2, 1833) Lyell đề xuất rằng các tảng băng trôi có thể là phương tiện vận chuyển cho các "tảng đá rời". Trong những thời kỳ nóng lên toàn cầu, băng phá tan các cực và nổi trên các lục địa bị ngập nước, mang các mảnh đá vụn với nó, ông phỏng đoán. Khi tảng băng tan, mưa rơi xuống đất trầm tích. Bởi vì lý thuyết này có thể giải thích cho sự có mặt của diluvium (hồng tích đằng), từ drift đã trở thành thuật ngữ được ưa thích cho vật liệu rời, chưa được phân loại, ngày nay được gọi là till. Ngày nay, một số cơ chế của Lyell đối với các quy trình địa chất đã không được chứng minh. Phương pháp quan sát của ông và khuôn khổ phân tích nói chung vẫn được sử dụng ngày nay như các nguyên tắc cơ bản trong địa chất.

## Các cuốn sách
- Principles of Geology (1830)
- Geological Evidences of the Antiquity of Man (1863)
- A second visit to the United States of North America (1849)
- Life, letters, and journals of Sir Charles Lyell, Bart
- Lyell's Travels in North America
- A manual of elementary geology; or, The ancient changes of the earth and its inhabitants as illustrated by geological monuments (1851)
- Principles of Geology, Volume 1 - Scholar's Choice Edition
- A Second Visit
- Principles of geology; or, the modern changes of the earth and its inhabitants (1840)
- Lyell's travels in North America in the years 1841-2 (1845)
- The Perfect Pandemic: How Mass-Denial Turned A Curable Brain Disease Into the PANDEMIC to END ALL PANDEMICS
- TRAVELS IN NORTH AMER IN THE Y
- The Student's Elements of Geology... with... Illustrations. - Scholar's Choice Edition
- MANUAL OF ELEM GEOLOGY OR THE
- CHARLES LYELLS REISEN IN NORDA
- STUDENTS ELEMENTS OF GEOLOGY
- The Geological Evidences of the Antiquity of Man - Scholar's Choice Edition (2015)
- ELEMENTS OF GEOLOGY OR THE ANC
- LYELLS TRAVELS IN NORTH AMER I
- Guide to Niagara Falls and Its Scenery: Including All the Points of Interest Both on the American and Canadian Side: Geology and Recession of the Falls, by Sir Charles Lyell; Embellished with Views of the Falls and Suspension Bridge, from Stereoscopic Views Especially for this Work (1864)
- A Second Visit to the United States of North America Volume 1-2
- The Geological Evidences of the Antiquity of Man with an Outline of Glacial and Post-tertiary Geology and Remarks on the Origin of Species by Charles Lyell (1873)
- STUDENTS LYELL THE PRINCIPLES
- The Geological Evidence of the Antiquity of Man - Scholar's Choice Edition
- Principles of Geology, Being an Attempt to Explain the Former Changes of the Earth's Surface, by Reference to Causes Now in Operation. Vol. III, the Sixth Edition - Scholar's Choice Edition
- PRINCIPLES OF GEOLOGY OR THE M
- A Second Visit to North America, Volume II - Scholar's Choice Edition
- MANUAL OF ELEM GEOLOGY
- A Second Visit to the United States of North America, Volume I - Scholar's Choice Edition
- Principles of Geology - Scholar's Choice Edition
- Travels in North America: With Geological Observations on the United States, Canada and Nova Scotia: in Two Volumes (1845)
- Elements of Geology (1838)
- A Second Visit to North America (1855)
- Sir Charles Lyell's Scientific Journals on the Species Question
- The Student's Elements of Geology
- Charles Lyell on North American geology (1843)
- Elementos de geología
- A Manual of Elementary Geology...: Reprinted from Ed. 6 (1857)
- L'ancienneté de l'homme: appendice
- L'Anciennete de L'Homme: Prouvee Par La Geologie Et Remarques Sur Les Theories Relatives: A L'Origine Des Especes Par Variation
- Principles of Geology: The Modern Changes of the Earth and Its Inhabitants. Edition 12
- Principles of Geology: Volume 3: An Attempt to Explain the Former Changes of the Earth's Surface, by Reference to Causes Now in Operation
- Travels in North America: Volume 2: With Geological Observations on the United States, Canada, and Nova Scotia
- Prejudices which Have Retarded the Progress of Geology
- Principles of Geology: Volume 1: An Attempt to Explain the Former Changes of the Earth's Surface, by Reference to Causes Now in Operation
- Principles of Geology: Volume 2: An Attempt to Explain the Former Changes of the Earth's Surface, by Reference to Causes Now in Operation
- L'ancienneté de l'homme prouvée par la géologie et remarques sur les théories relatives à l'origine des espèces par variation (1870)